# Roll It
«Roll It Gal» (también conocida como «Roll It») es una canción escrita por Shontelle Layne y Sheldon Benjamin. 
La canción fue grabada originalmente por la cantante Alison Hinds y fue sacada de su álbum debut Soca Queen. El sencillo fue lanzado por Hinds en 2005 en Barbados y en el Reino Unido en 2007. Un video musical fue producido de la versión Hinds de la canción en 2005. 
La versión de "Roll It Gal" de Hinds saltó a la cima de las listas en Barbados, Trinidad y Tobago y todo el Caribe.

## Lista de canciones
Versión del Reino Unido
1. «Roll It Gal» (original/main mix - radio edit) - 3:35
2. «Roll It Gal» (Rishi Rich mix) - 3:29
3. «Roll It Gal» (Machel Montano mix)
4. «Roll It Gal» (Sunland mix)
5. «Roll It Gal» (video)

7" Vinilo del Reino Unido
1. «Roll It Gal» (original/main mix - radio edit)
2. «Roll It Gal» (Rishi Rich mix)
3. «Roll It Gal» (Sunland mix)

Download remix EP
1. «Roll It Gal» (versión del álbum) - 3:58
2. «Roll It Gal» (con Machel Montano) - 5:08
3. «Roll It Gal» (con Doug E Fresh) - 4:50
4. «Roll It Gal» (Disco Ball remix) - 5:10
5. «Roll It Gal» (Reggaeton remix) - 3:50

## Versión de J-Status y Rihanna
En el año 2007, una versión de la canción titulada "Roll It" fue lanzada en varios países europeos. Shontelle y Sheldon Benjamin, los compositores de "Roll It Gal" reescribieron la canción para la banda J-Status, cambiando la letra de ser sobre el empoderamiento femenino a letras más sexuales, retitulaando el nombre de la canción a "Roll It". 
La versión de J-Status está tomada de su álbum debut The Beginning. La versión de J-Status fue realizada con Rihanna y Shontelle.

## Lista de canciones
CD
1. «It Roll» (con Rihanna y Shontelle) (versión de radio) - 3:32
2. «It Roll» (con Rihanna y Shontelle) (versión principal) - 3:58
3. «It Roll» (instrumental) - 3:23
4. «It Roll» (con Rihanna y Shontelle) (versión Reggaeton Gemstar) - 4:10
5. «It Roll» (con Rihanna y Shontelle) (Puesta de sol remix Strippers) - 7:42
6. «It Roll» (con Rihanna y Shontelle) (vídeo)

### Posicionamiento en listas
| Lista (2007–2008)                     | Posición |
| ------------------------------------- | -------- |
| Alemania (Offizielle Deutsche Charts) | 33       |
| Finlandia (OFC)                       | 8        |
| Suiza (Schweizer Hitparade)           | 89       |